# Misterhult
Misterhult är en småort i norra delen av Oskarshamns kommun i Kalmar län, kyrkby i Misterhults socken. 2015 förlorade Misterhult sin status som tätort på grund av folkmängden minskat till under 200 personer. Istället avgränsades här en småort.

## Befolkningsutveckling
| Befolkningsutvecklingen i Misterhult 1960–2015              | Befolkningsutvecklingen i Misterhult 1960–2015 | Befolkningsutvecklingen i Misterhult 1960–2015 | Befolkningsutvecklingen i Misterhult 1960–2015 | Befolkningsutvecklingen i Misterhult 1960–2015 |
| ----------------------------------------------------------- | ---------------------------------------------- | ---------------------------------------------- | ---------------------------------------------- | ---------------------------------------------- |
|                                                             |                                                |                                                |                                                |                                                |
| År                                                          |                                                |                                                | Folkmängd                                      | Areal (ha)                                     |
| 1960                                                        | 1960                                           |                                                | 287                                            |                                                |
| 1965                                                        | 1965                                           |                                                | 250                                            |                                                |
| 1970                                                        | 1970                                           |                                                | 247                                            |                                                |
| 1990                                                        | 1990                                           |                                                | 231                                            | 36                                             |
| 1995                                                        | 1995                                           |                                                | 217                                            | 36                                             |
| 2000                                                        | 2000                                           |                                                | 233                                            | 36                                             |
| 2005                                                        | 2005                                           |                                                | 198                                            | 36#                                            |
| 2010                                                        | 2010                                           |                                                | 203                                            | 36                                             |
| 2015                                                        | 2015                                           |                                                | 175                                            | 39#                                            |
| Anm.: Ej tätort 1975-1980 samt 2005 och 2015. # Som småort. |                                                |                                                |                                                |                                                |